# 吩噻嗪
吩噻嗪（英語：Phenothiazine）是一种芳香化合物，化学式为S(C6H4)2NH。

## 制取
由二苯胺经硫化而得。

## 作用机理
目前人们对精神分裂症的发病机理还不清晰，通常認為如果脑内多巴胺神经系统的功能亢进（多巴胺分泌过多或脑内受体对多巴胺敏感性过高），则有可能導致思覺失調，因此抑制多巴胺神经系统的功能是目前绝大多数抗思覺失調症药物的基本作用机理。

## 不良反应
此类药物抑制脑内多巴胺系统，在抑制思覺失調症症状的同时还造成了与多巴胺相关脑功能的抑制，从而会产生一系列相关的不良反应
- 锥体外系反应
- 迟发性运动障碍
- 中枢抑制
- 体位性低血压

此外还有可能产生过敏反应等其他不良反应。

## 发展历史
1940年代，人们在研究抗组胺药物异丙嗪时，发现当增加侧链氨基与母环之间碳链的长度到3C的，药物抗组胺作用便會减弱而安定作用增强，若在母环上引入氯原子则药物会更容易进入脑部，抗精神病作用增强，从而研制出人类历史上第一个抗思覺失調症药物氯丙嗪，结束了数千年来对思覺失調症只能采取残酷野蛮且无效的物理治疗的历史。

## 临床应用
抑制思覺失調症的各种症状。

## 代表药物
- 氯丙
- 奋乃静